# ایالت سونگ
سونگ (به چینی: 宋) ایالت تاریخی دوره دودمان ژو، در چین باستان به پایتختی شانگکیو بود. این ایالت پس از تسخیر دودمان شانگ توسط پادشاه وو ژو و تأسیس دودمان ژو در ۱۰۴۶ پ. م، تأسیس شد. در سال ۲۸۶ پ. م، سونگ توسط ایالت چی در دوره ایالت‌های جنگ‌طلب فتح شد. کنفوسیوس نواده یکی از نجیب‌زادگان سونگ بود که به ایالت لو نقل مکان کرد.

## اصل و نسب
پادشاه ژو شانگ برادر کوچکتر زیجی (که در افسانه‌ها در قرن یازدهم پیش از میلاد بر گیجا چوسون حکومت می کرد) و زی یان (子衍) (حاکم بعدی سونگ ایالت تابع ژو و پدر پدر وو گنگ) بود.
پس از اینکه پادشاه وو ژو آخرین فرمانروای شانگ را سرنگون کرد و گذار به دودمان ژو اتفاق افتاد، طرف پیروز  برای شرافت مجبور به انجام آداب فئودالی به نام ار وانگ سان (二王三恪) بود که به خاندان شکست‌خورده شانگ، ادامه قربانی دادن به اجدادشان را اجازه می‌داد. در نتیجه، برای مدتی شانگ به یک ایالت تابع ژو تبدیل شد و وارث شانگ، وو گنگ، اجازه داشت به پرستش اجداد در یین (殷) ادامه دهد.
با این حال، پس از مرگ پادشاه وو، وو گنگ با اتحاد ایالت‌های شرقی شورش را برانگیخت ولی توسط حاکم ژو کشته شد. یکی دیگر از نوادگان خانواده سلطنتی شانگ، ویزی، زمینی در شانگکیو (商邱، "تپه شانگ")، جایی که پایتخت ایالت جدید سونگ در آن ساخته شد، دریافت کرد.
یکی از نشانه‌های این که سونگ از نوادگان شانگ بود؛ این است که سونگ در دوره اولیه خود از اصل جانشینی ارشدیت مرد پیروی می کرد، نه مانند ژو از ارشدیت پسر.

## تاریخچه
در ۷۰۱ پ. م، ازدواج سیاسی بین بانو یونگ سونگ (宋雍氏) و حاکم ژوآگ ژنگ (و همچنین دستگیری ژای ژونگ (祭仲)، یک جنگجوی برجسته) به سونگ اجازه داد تا اداره ژنگ را دخالت کند.
در ۶۵۱ پ. م، حاکم هوآن سونگ (宋桓公) درگذشت و این ناحیه را به حکومت حاکم شیانگ واگذار کرد که از سال ۶۵۱ تا ۶۳۷ پ. م سلطنت کرد. برخی او را یک فرمانزوای فرادست می‌دانستند، اما نتوانست این نقش را حفظ کند. او در نهایت به دست نیروهای چو افتاد.
در سال ۳۵۵ پ. م، دای تیچنگ (戴剔成)، یکی از بستگان دور از دودمان حاکم که زمانی وزیر حاکم هوآن دوم بود، موفق شد تاج و تخت را غصب کند. در ۳۲۸ پ. م، دای یان، برادر کوچکتر تیچنگ، تاج و تخت را به دست گرفت و خود را به عنوان پادشاه کانگ سونگ اعلام کرد و تیچنگ به قتل رسید یا تبعید شد. این پادشاه جاه طلب بود و موفق شد نیروهای چو، وی و چی را شکست دهد و تنگ را ضمیمه کند. با این حال، این ایالت در جنگ با نیروهایی از چو و وی که نماینده چی بودند؛ در ۲۸۶ پ. م ضمیمه ایالت چی شد. چین که از متحدان سونگ بود، پس از متقاعد شدن توسط سو دای از وی، به دلایل استراتژیک و دیپلماتیک از مداخله خودداری کرد. صحت پیش‌بینی‌های سو ثابت شد و چین از سقوط متحد سابق خود سود برد.
موزی فیلسوف به این ایالت در فصل «وجود آشکار ارواح» اشاره می‌کند، که در آن تعدادی از سالنامه‌های بهار و پاییز، از جمله ژو، یان، و چی را ذکر می‌کند. سالنامه بهار و پاییز سونگ از بین رفته بود.

## فرمانروایان
| نام فرمانزوا     | نام فرمانزوا | نام شخصی | نام شخصی | حکومت (پیش از میلاد) |
| ---------------- | ------------ | -------- | -------- | -------------------- |
| ویزی             | 微子         | چی       | 啟       | ۱۰۳۸ - ۱۰۲۵          |
| ویژونگ           | 微仲         | یان      | 衍       |                      |
| جی؛ حاکم سونگ    | 宋公稽       |          |          |                      |
| حاکم دینگ        | 宋丁公       | شن       | 申       |                      |
| حاکم مین یکم     | 宋湣公       | گونگ     | 共       |                      |
| حاکم یانگ        | 宋煬公       | شی       | 熙       |                      |
| حاکم لی          | 宋厲公       | فوسی     | 鮒祀     |                      |
| حاکم شی          | 宋僖公       | جو       | 舉       | ۸۵۹ - ۸۳۱            |
| حاکم هوی         | 宋惠公       | جیان     | 覵       | ۸۳۰ - ۸۰۰            |
| حاکم آی          | 宋哀公       |          |          | ۷۹۹                  |
| حاکم دای         | 宋戴公       |          |          | ۷۹۹ - ۷۶۶            |
| حاکم وو          | 宋武公       | سیکونگ   | 司空     | ۷۶۵ - ۷۴۸            |
| حاکم شوآن        | 宋宣公       | لی       | 力       | ۷۴۷ - ۷۲۹            |
| حاکم مو          | 宋穆公       | هه       | 和       | ۷۲۸ - ۷۲۰            |
| حاکم شانگ        | 宋殤公       | یویی     | 與夷     | ۷۱۹ - ۷۱۱            |
| حاکم ژوآنگ       | 宋莊公       | فنگ      | 馮       | ۷۱۰ - ۶۹۲            |
| حاکم مین دوم     | 宋閔公       | جیه      | 捷       | ۶۹۱ - ۶۸۲            |
| یو؛ حاکم سونگ    | 宋公游       |          |          | ۶۸۱                  |
| حاکم هوآن یکم    | 宋桓公       | یویه     | 御說     | ۶۸۱ - ۶۵۱            |
| حاکم شیانگ       | 宋襄公       | زیفو     | 茲父     | ۶۵۰ - ۶۳۷            |
| حاکم چنگ         | 宋成公       | وانگچن   | 王臣     | ۶۳۶ - ۶۲۰            |
| یُو؛ حاکم سونگ    | 宋公禦       |          |          | ۶۱۹                  |
| حاکم ژائو یکم    | 宋昭公       | چوجیو    | 杵臼     | ۶۱۹ - ۶۱۱            |
| حاکم ون          | 宋文公       | بائو     | 鮑       | ۶۱۰ - ۵۸۹            |
| حاکم گونگ        | 宋共公       | شیا      | 瑕       | ۵۸۸ - ۵۷۶            |
| حاکم پینگ        | 宋平公       | چنگ      | 成       | ۵۷۵ - ۵۳۲            |
| حاکم یوآن        | 宋元公       | زو       | 佐       | ۵۳۱ - ۵۱۷            |
| حاکم جینگ        | 宋景公       | تومان    | 頭曼     | ۵۱۶ - ۴۵۱            |
| حاکم ژائو دوم    | 宋昭公       | ده       | 得       | ۴۵۰ - ۴۰۴            |
| حاکم دائو        | 宋悼公       | گویو     | 購由     | ۴۰۳ - ۳۹۶            |
| حاکم شیو         | 宋休公       | تیان     | 田       | ۳۹۵ - ۳۷۳            |
| حاکم هوآن دوم    | 宋桓公       | بیبینگ   | 辟兵     | ۳۷۲ - ۳۷۰            |
| تیچنگ؛ لرد سونگ  | 宋剔成君     |          |          | ۳۶۹ - ۳۲۹            |
| یان؛ پادشاه سونگ | 宋王偃       |          |          | ۳۲۸ - ۲۸۶            |

## نوادگان
کنفوسیوس از نوادگان حاکمان سونگ بود، مانند نوادگانش، حاکمان یانشنگ.
عنوان حاکم آواز و "حاکمی که یین را ادامه می دهد و احترام می گذارد" (殷紹嘉公) توسط دودمان هان خاوری به کونگ آن 孔安 (東漢)) اعطا شد زیرا او بخشی از میراث خاندان شانگ بود.